# Dolmen des Bras
Le dolmen des Bras (ou dolmen de Bras) est un dolmen situé sur la commune de Saint-Sulpice-les-Feuilles, dans le département français de la Haute-Vienne en France.

## Historique
Le dolmen est classé au titre des monuments historiques le 6 février 1940.. Il est propriété depuis 1936 de la Société archéologique et historique du Limousin qui l'a reçu en don à fin de protection.